# Anne-Françoise de Fougeret
Anne-Françoise de Fougeret, född d'Outremont 1745, död 13 november 1813, var en fransk filantrop. 
Hon tillhörde en förmögen familj i Paris. Hon var gift med den rika finansiären Jean Fougeret och mor till memoarskrivaren Elisa de Ménerville och Angélique de Maussion.
Hennes familj intresserade sig för välgörenhet: hennes far och make var medlemmar i Société Philantropique, som hade grundats 1780. Hon grundade år 1788 välgörenhetsföreningen Société de Charité Maternelle. Detta var en tid då borgerskapet började bilda privata välgörenhetsföreningar istället för att låta välgörenhet skötas av katolska kyrkan, och Société de Charité Maternelle är en av de mest omtalade av dessa nya sekulära välgörenhetsföreningar, särskilt som den drevs av kvinnor, något som kom att bli vanligt under 1800-talet men som vid denna tid var något relativt nytt utanför kyrkan. 
Föreningen grundades informellt i maj 1788, men höll inte sitt första formella sammanträde förrän den 4 januari 1790, när den invigdes formellt av drottning Marie Antoinette i Tuilerierna. Marie Antoinette blev då dess hedersordförande och hedersgrundare, men Fougeret blev dess ordförande eller "president". Föreningens syfte var att ge understöd till fattiga mödrar och deras barn, särskilt små barn och spädbarn, och den sammanträdde regelbundet i Hôpital des Enfants Trouves. 